# Klejniki (gromada)
Klejniki – dawna gromada, czyli najmniejsza jednostka podziału terytorialnego Polskiej Rzeczypospolitej Ludowej w latach 1954–1972.
Gromady, z gromadzkimi radami narodowymi (GRN) jako organami władzy najniższego stopnia na wsi, funkcjonowały od reformy reorganizującej administrację wiejską przeprowadzonej jesienią 1954 do momentu ich zniesienia z dniem 1 stycznia 1973, tym samym wypierając organizację gminną w latach 1954–1972.
Gromadę Klejniki z siedzibą GRN w Klejnikach utworzono – jako jedną z 8759 gromad – w powiecie hajnowskim w woj. białostockim, na mocy uchwały nr 16/V WRN w Białymstoku z dnia 4 października 1954. W skład jednostki weszły obszary dotychczasowych gromad Hukowicze, Klejniki i Lachy oraz miejscowość Istok z dotychczasowej
gromady Istok ze zniesionej gminy Klejniki w tymże powiecie, a także miejscowość Sapowo z dotychczasowej gromady Miękisze ze zniesionej gminy Pasynki w powiecie bielskim. Dla gromady ustalono 15 członków gromadzkiej rady narodowej.
31 grudnia 1959 do gromady Klejniki przyłączono wsie Koźliki, Gorodczyno i Gradoczno oraz obszar lasów państwowych N-ctwa Bielsk obejmujący oddziały 6—11 ze zniesionej gromady Janowo oraz wsie Tyniewicze Duże, Tyniewicze Małe i Radki (Radźki) ze zniesionej gromady Tyniewicze Duże.
Gromada przetrwała do końca 1972 roku, czyli do kolejnej reformy gminnej.